# Metampheres albimarginatus
Metampheres albimarginatus is een hooiwagen uit de familie Gonyleptidae.